# Ellen Fröström
Ellen Eugenia Fröström, född 3 oktober 1865 i Västanfors församling, död 24 juli 1931 i Västerås församling, var en svensk lokalpolitiker och kvinnosakskvinna. Hon var stadsfullmäktigeledamot i Nora stad från 1913 och ordförande för Föreningen för kvinnans politiska rösträtt i Nora 1913–1914.